# Chapelle Saint-Pierre-et-Saint-Paul d'Abbeville
La chapelle Saint-Pierre-et-Saint-Paul d'Abbeville ne doit pas être confondue avec le prieuré Saint-Pierre-et-Saint-Paul d'Abbeville, qui était un prieuré disparu dont la chapelle faisait partie.
La chapelle Saint-Pierre-et-Saint-Paul était autrefois rattachée au prieuré Saint-Pierre-et-Saint-Paul. C'est un prieuré du Nord de la France ayant abrité des moines clunisiens. Le site fait partie des vingt monuments répertoriés d'Abbeville. Il s'agit d'un monument historique inscrit partiellement à l'inventaire.

## Histoire
En 1075, Philippe Ier alors roi de France fait don d’un territoire près d’Abbeville au comte Gui de Ponthieu pour y établir des religieux clunisiens. Ce territoire était autrefois occupé par un château (castrum).
De nombreuses églises furent bâties sur les terres du prieuré par les moines. Au XIIIe siècle, les moines détruisent l'église romane alors en place pour la remplacer par une église gothique. Cette église fut entièrement détruite en 1770 par des moines. Entre 1774 et 1777, une église y est reconstruite par François II Franque, architecte du roi Louis XV.
Au XXIe siècle, plus aucun moine n'occupe le prieuré. Les lieux sont occupés par le lycée Saint-Pierre. L'église de 1777 y est toujours présente à côté de l'entrée principale mais entourée de grillages. Celle-ci est fermée au public.Le 18 juin 1993, l'église est partiellement inscrite monument historique pour ses façades et toitures.
Certains des vestiges de l'église Saint-Jacques d'Abbeville détruite début 2013 y sont stockés.

## Description
L'église prieurale, désignée localement par le terme chapelle, est de style néo-classique. Sa façade est d'une grande sobriété, sans aucun décor sculpté. L'intérieur, par contre est richement décorée : voûte à caissons construite de 1774 à 1777.
L'orgue a été construit par Salomon Van Bever en 1896.